# Lavalette (Górna Garonna)
Lavalette – miejscowość i gmina we Francji, w regionie Oksytania, w departamencie Górna Garonna.
Według danych na rok 1990 gminę zamieszkiwało 531 osób, a gęstość zaludnienia wynosiła 39 osób/km² (wśród 3020 gmin regionu Midi-Pyrénées Lavalette plasuje się na 568. miejscu pod względem liczby ludności, natomiast pod względem powierzchni na miejscu 847.).

## Zabytki

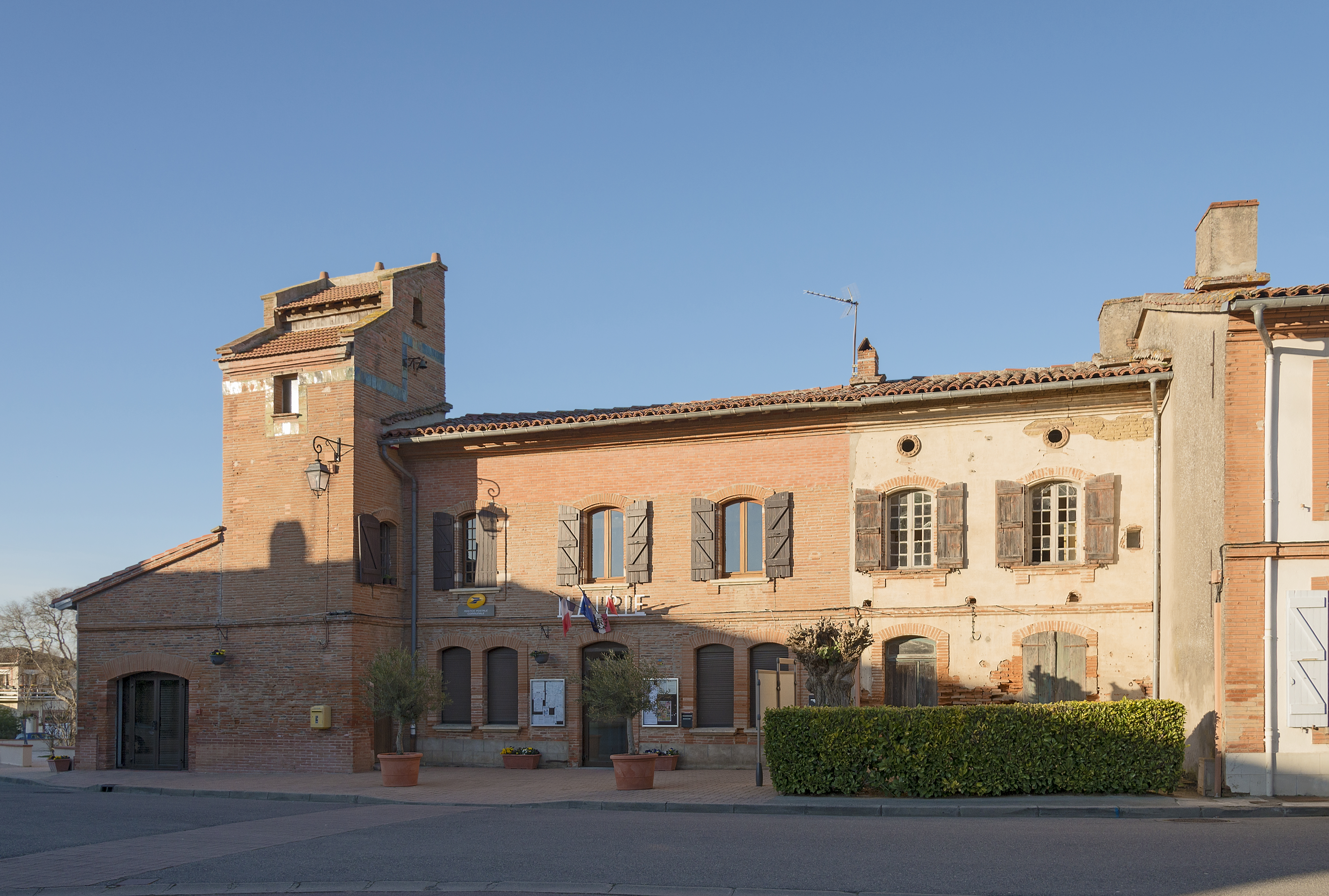
Ratusz.
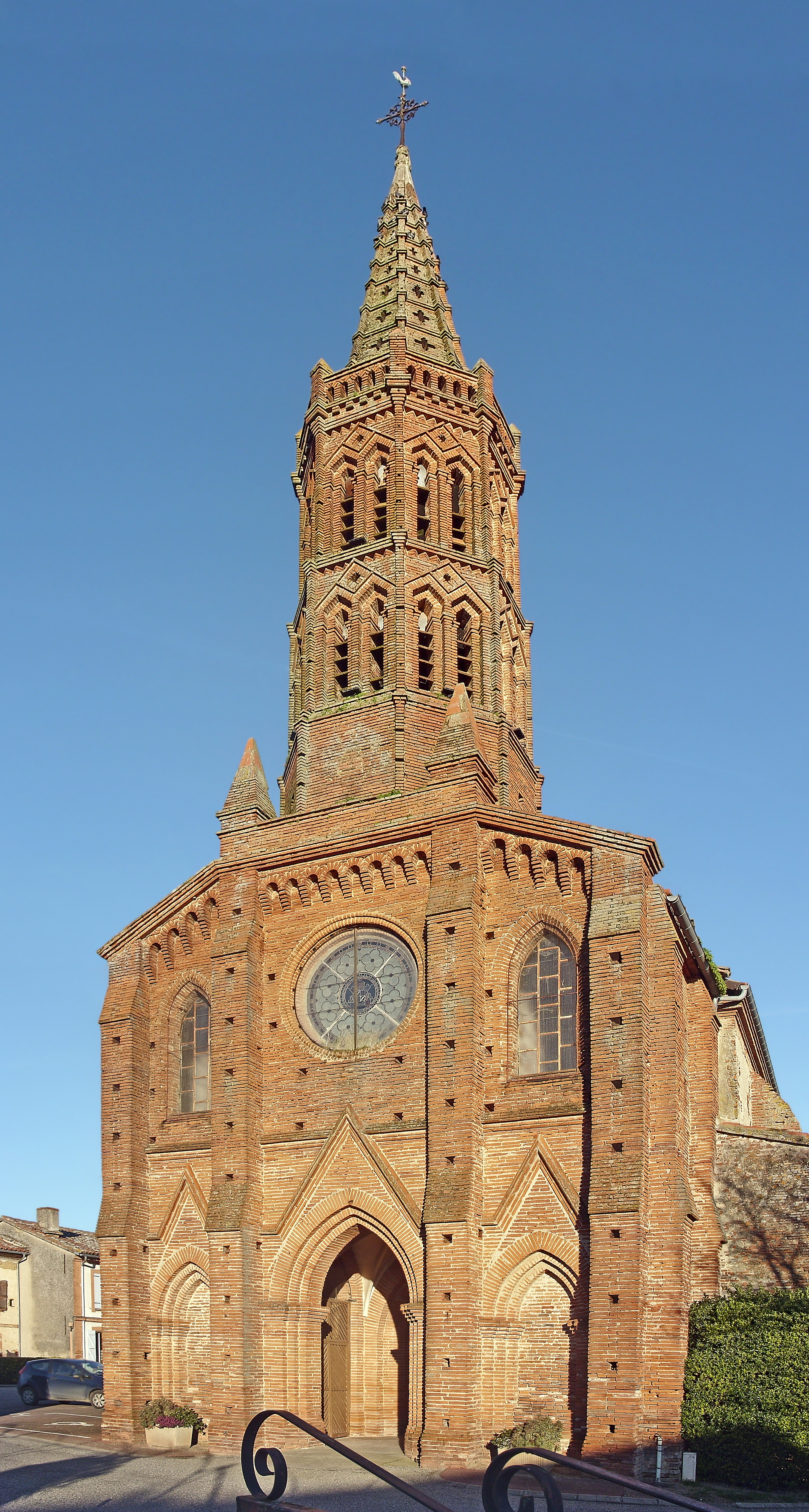
kościół Saint-Laurent
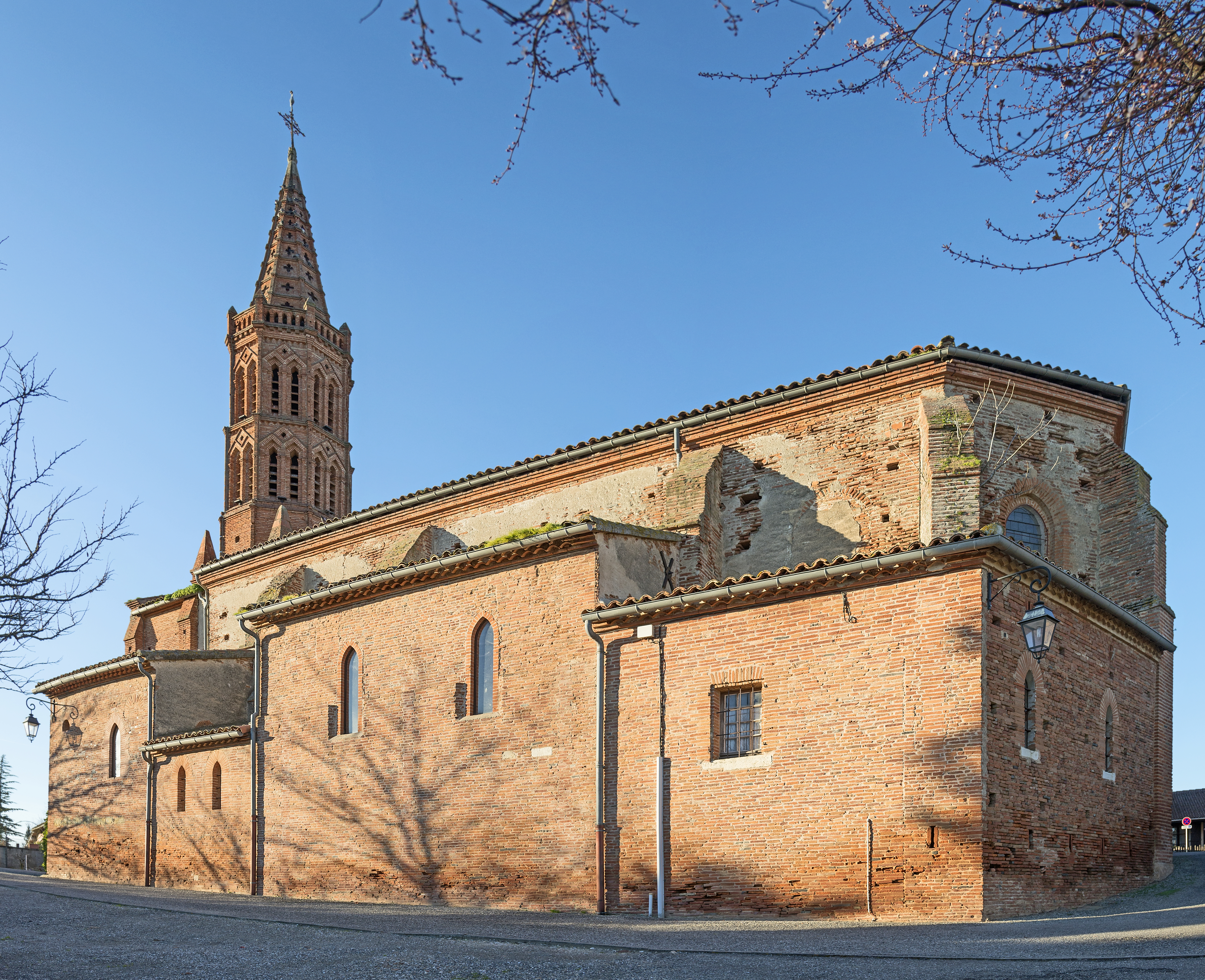
kościół  Saint-Laurent
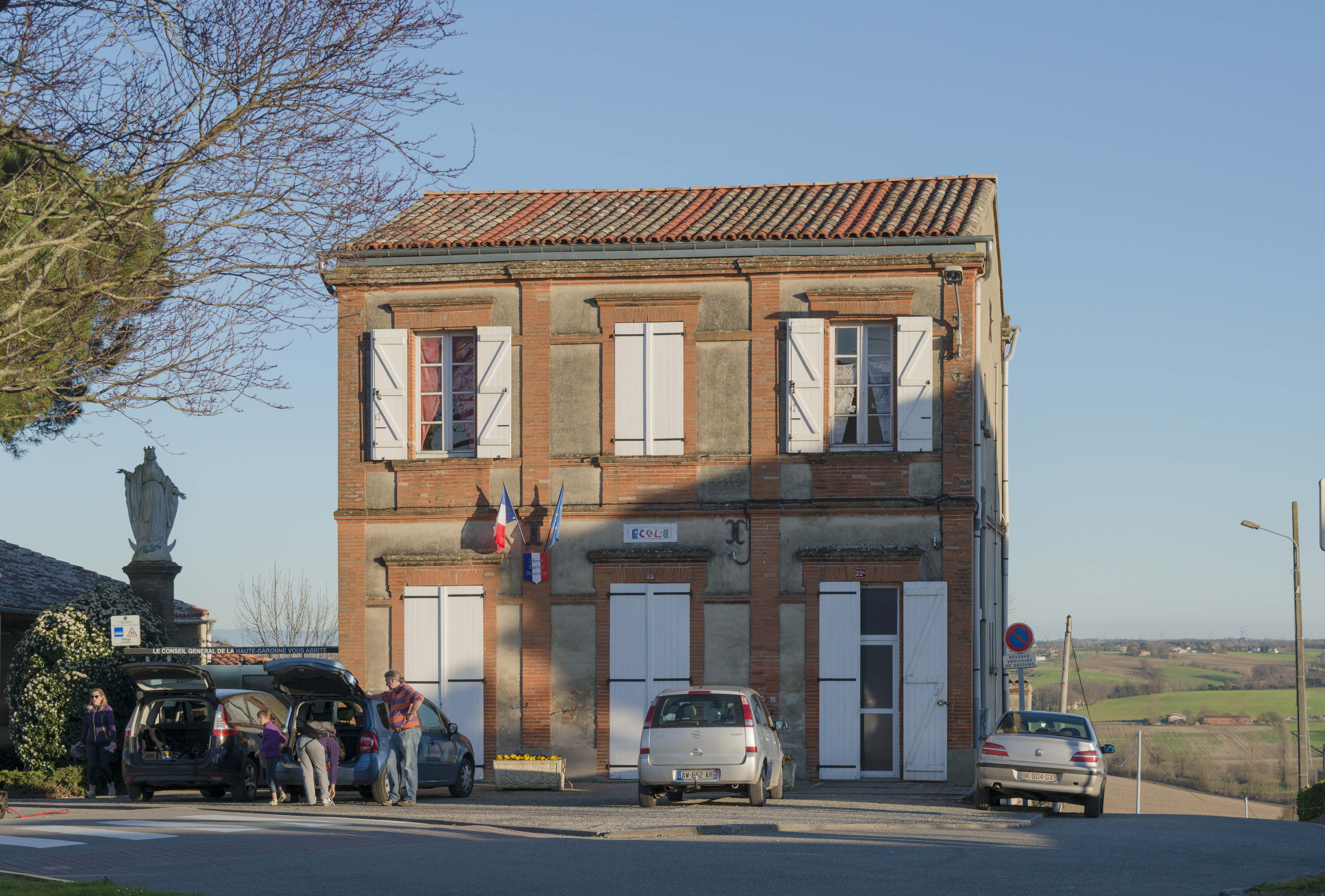
Szkoła